# Krzysztof Mrozowski
Krzysztof Mrozowski (ur. 9 stycznia 1943 w Warszawie, zm. 23 marca 2017 tamże) – polski poeta.

## Życiorys
Był synem Stefana i Janiny z d. Rawicz-Wers. Czas i miejsce urodzenia miały duży wpływ na postawę życiową i artystyczną poety. Ojciec i ciężarna matka zostali aresztowani 26 lipca 1942 przez Niemców na Mokotowie pod zarzutem działalności konspiracyjnej, a następnie osadzeni na Pawiaku.  Kobiety brzemienne i noworodki były przez władze niemieckie likwidowane, ale żona jednego z hitlerowców, sama spodziewając się dziecka lub będąc wkrótce po porodzie, wyprosiła u swego męża tymczasowe zawieszenie egzekucji nowo narodzonych i położnic. Do chrztu 13 stycznia 1943 Krzysztofa trzymali lekarze Anna Czuperska i Felicjan Loth. Natomiast ojciec poety, po aresztowaniu skierowany do obozu Auschwitz-Birkenau, uciekł z transportu kolejowego.
Ukończył Liceum Ogólnokształcące Zakonu Pijarów w Krakowie 16 czerwca 1963 oraz Studium Marketingu w Międzynarodowej Szkole Zarządzania w Warszawie 10 lipca 1993. Jego ciotką była aktorka Zofia Mrozowska. Miał syna Roberta.
Debiutował wydanym własnym sumptem tomem poezji Tekst (1965), który wywołał duże zainteresowanie wśród młodzieży akademickiej i licealnej, w tym członków Koła Młodych przy ZLP. W 1968 wziął udział w wydarzeniach marcowych 1968, za co był szykanowany przez władze PRL-u.  Wydawnictwa konsekwentnie odmawiały publikacji jego książek, odrzucano je 28 razy. Poeta przestał czynić starania o wydanie książek, jedynie sporadycznie publikował pojedyncze utwory w czasopismach, między innymi w miesięczniku Nowy Wyraz. Na początku lat 70. XX w. wydał poza cenzurą i w minimalnych nakładach niedatowane zbiorki MIM, PAKT i Obywatel K., drukował wiersze i poematy w Odrze, Almanachu Młodych (wyd. Iskry), Orientacjach, Nurcie, Piórze, Plotkies i in., a także w paryskiej Kulturze. W 1971 na Ogólnopolskim Festiwalu Teatrów Studenckich w ramach spotkań Teatralnych wystawiono siłami Studia Prób Dramatycznych Uniwersytetu Łódzkiego  sztukę na podstawie poezji Krzysztofa Mrozowskiego, a w 1974 Zbigniew Turski napisał utwór Tryptyk do poezji Krzysztofa Mrozowskiego na bas solo i orkiestrę, który został wykonany na IX Festiwalu Oratoryjno-Kantatowym Wratislavia Cantans 1974.
Na początku lat 70. XX w. pracował w redakcji miesięcznika Nowy Wyraz. Ponieważ nie miał wyższego wykształcenia, formalnie zatrudniono go jako aplikanta – współpracownika technicznego, ale faktycznie miał on znaczny wpływ na redagowanie czasopisma, zwłaszcza w jego części poetyckiej. Zespół redakcyjny umiał docenić jego ogromną erudycję, oczytanie i orientację w literaturze współczesnej, a także oryginalność myślenia i pomysłowość. W połowie lat 70. XX w. został wybrany na przewodniczącego Koła Młodych Związku Literatów Polskich, gdzie działał do ok. 1978. Zrażony niechęcią władz ZLP do nowatorstwa artystycznego i niestandardowych rozwiązań organizacyjnych koła, a także awersją instytucji państwowych i wydawnictw do jego osoby, niemal całkowicie wycofał się z życia literackiego, zachowując kontakty tylko z nielicznymi pisarzami. Jego najbliższymi przyjaciółmi w latach 80. XX w. byli prozaik, dramatopisarz Ireneusz Iredyński i dziennikarz, krytyk teatralny Andrzej Wróblewski.
Do emerytury pracował przeważnie w działach marketingu lub produkcji wydawnictw i gazet, brał także udział w tworzeniu nowych czasopism, np. dwutygodnika literacko-artystycznego Pióro (2006), od czasu do czasu organizował w mieszkaniach prywatnych spontaniczne spotkania poetyckie o charakterze długich sesji, w czasie których wygłaszał swoje utwory.  Praca w Nowym Wyrazie i prezesowanie Kołu Młodych ZLP spowodowały, że mimo niewielkiego ilościowo dorobku stał się powszechnie znany w środowisku nie tylko młodych, ale także starszych literatów.  Doceniano jego inność artystyczną, zwracano uwagę na nowatorstwo poetyki i odkrywanie zupełnie nowych pól tematycznych, które poeta z łatwością zestawiał z aktualną rzeczywistością socjalną i polityczną w Polsce. Mechanicznie wiązano Mrozowskiego z Nową Falą, ale ani on sam, ani znawcy jego twórczości tej krytycznoliterackiej oceny nie podzielali.
W 2015 pod wpływem opinii publicznej (jego postać pojawiła się wówczas we wspomnieniach radiowych i telewizyjnych różnych osób, także w serwisach społecznościowych), jak również dzięki naciskom zaprzyjaźnionych pisarzy i naukowców zaczął porządkować swoje archiwa literackie i opracował tom poetycki Pan na Alfabecie, ostatnią książkę wydaną za życia. W 2017 powstał kierowany przez Lecha Witkowskiego komitet redakcyjny dzieł poety, który doprowadził do edycji tomu Biały Mim. Dzięki tym inicjatywom pojawiły się też pierwsze prace na temat poetyki i poezji Mrozowskiego.

## Twórczość

### Poezja
- Tekst (1965)
- MIM (bd.)
- PAKT (bd.)
- Obywatel K. (bd.)
- Tekst w kompozycji muzycznej Zbigniewa Turskiego Tryptyk do poezji Krzysztofa Mrozowskiego na bas solo i orkiestrę (1974)
- Pan na Alfabecie, Wydawnictwo Adam Marszałek, Toruń 2016, s. 230, ISBN 978-83-8019-568-4
- Biały Mim, Wydawnictwo Adam Marszałek, Toruń 2017, s. 336, ISBN 978-83-8019-704-6
- Wędrowiec po Absolucie, Wydawnictwo Adam Marszałek, Toruń 2018, s. 323, ISBN 978-83-8019-922-4